# Grote Prijs Raf Jonckheere 2005
De 55e editie van de Belgische wielerwedstrijd Grote Prijs Raf Jonckheere werd verreden op 25 juli 2005. De start en finish vonden plaats in Westrozebeke. De winnaar was Bart De Spiegelaere, gevolgd door Steven Thys en Hamish Haynes.

## Uitslag
| Grote Prijs Raf Jonckheere 2005 |                       |                                 |        |
| Plaats                          | Naam                  | Ploeg                           | Tijd   |
| Winnaar                         | Bart De Spiegelaere   | Flanders                        | 3u 47' |
| 2                               | Steven Thys           | Jartazi-Revor                   | 2"     |
| 3                               | Hamish Haynes         | Team Cyclingnews.com-Down Under | 5"     |
| 4                               | Wouter Weylandt       | Quick Step-Innergetic           | 7"     |
| 5                               | Thierry De Groote     | Landbouwkrediet-Colnago         | 11"    |
| 6                               | Mindaugas Goncaras    | geen                            | 17"    |
| 7                               | Robby Meul            | Jartazi-Revor                   | 19"    |
| 8                               | Wesley Van Speybroeck | Chocolade Jacques-T Interim     | 1' 19" |
| 9                               | Peter Ronsse          | Jartazi-Revor                   | 2' 10" |
| 10                              | Kurt Hovelijnck       | Chocolade Jacques-T Interim     | z.t.   |

1951 · 1952 · 1953 · 1954 · 1955 · 1956 · 1957 · 1958 · 1959 · 1960 · 1961 · 1962 · 1963 · 1964 · 1965 · 1966 · 1967 · 1968 · 1969 · 1970 · 1971 · 1972 · 1973 · 1974 · 1975 · 1976 · 1977 · 1978 · 1979 · 1980 · 1981 · 1982 · 1983 · 1984 · 1985 · 1986 · 1987 · 1988 · 1989 · 1990 · 1991 · 1992 · 1993 · 1994 · 1995 · 1996 · 1997 · 1998 · 1999 · 2000 · 2001 · 2002 · 2003 · 2004 · 2005 · 2006 · 2007 · 2008 · 2009 · 2010 · 2011 · 2012 · 2013 · 2014 · 2015 · 2016 · 2017 · 2018 · 2019 · 2020 · 2021 · 2022